# Automuseum

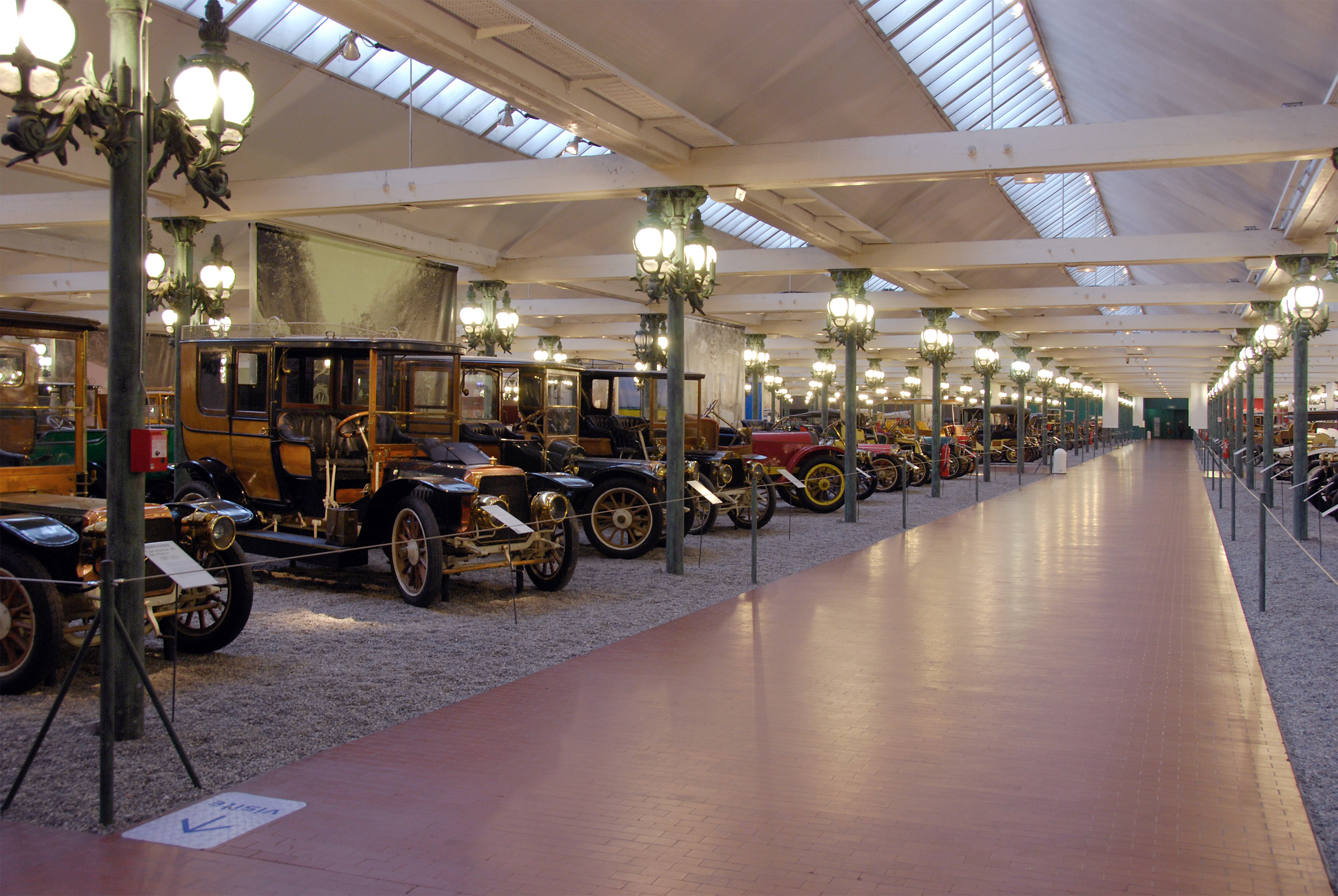
Cité de l’Automobile in Mülhausen, Frankreich

Als Automuseum (Automobilmuseum) werden Museen bezeichnet, in denen schwerpunktmäßig Ausstellungsstücke zum Thema Automobil gezeigt werden.
Allein im deutschsprachigen Raum gibt es über hundert solche Museen. Viele davon zeigen eine Sammlung von Automobilen, oftmals mit einem bestimmten Themenschwerpunkt, z. B. Fahrzeuge eines bestimmten Herstellers. Andere widmen sich im Wesentlichen der Technikgeschichte. Die Abgrenzung gegenüber anderen Museen, insbesondere Technik- und Verkehrsmuseen, ist bei Museen, die nicht ausschließlich Autos zeigen, nicht immer eindeutig möglich. Unter den Automuseen befinden sich sowohl große öffentliche Museen mit festen Öffnungszeiten als auch kleine Privatsammlungen, die teilweise nur nach Vereinbarung geöffnet sind. Die Träger sind wie bei anderen Museumsarten unterschiedlich, wobei jedoch einige Hersteller eigene Museen betreiben (Alfa Romeo, Audi, BMW, Fiat, Lamborghini, Mercedes-Benz, Porsche, VW usw.)
Neben den speziellen Automuseen gibt es auch Traktorenmuseen und zahlreiche allgemeinere Verkehrsmuseen.